# Al momento giusto
Al momento giusto è un film del 2000 diretto ed interpretato da Giorgio Panariello.

## Trama
Livio Perozzi è un giornalista di provincia che lavora per una piccola televisione privata, Tele Luna, dove la direttrice ha intenzione di licenziarlo, dato che lo considera un reporter mediocre a causa di alcuni suoi servizi assolutamente inutili e per alcune brutte figure. Perozzi ha un sogno: diventare famoso e fare uno scoop sensazionale che lo porti agli onori delle cronache.
Riesce nell'intento quando, mentre sta sostituendo la sua collega Serena a Pisa per un servizio, alle sue spalle crolla improvvisamente la celebre torre pendente della città: le immagini fanno il giro del mondo, ed essendo lui l'unico giornalista presente in diretta sul posto al momento del disastro, gli si aprono le porte della TV nazionale. Il direttore del telegiornale di punta decide di assumerlo, ma a una condizione: entro un anno dovrà realizzare un altro colpo mediatico sensazionale, altrimenti verrà licenziato. Insieme alla sua assistente Serena, al cameraman Gaetano e all'autista Pacini, Livio lascia la nonna Caterina con la quale viveva nel paese di Colle Vignoni e va in giro per il mondo a ricercare grandi scoop, ma ogni tentativo si rivela puntualmente fallimentare.
Durante una delle sue missioni in un paese arabo sconvolto dalla guerra, mentre il suo albergo viene bombardato, Livio incontra la fotografa Lara, a cui salva la vita, e se ne invaghisce: ciò provoca un raffreddamento tra lui e i suoi compagni di viaggio, in particolare Serena. L'anno è quasi passato, il colpo giornalistico non è ancora arrivato. Livio, seppur intristito, è sempre determinato a realizzare il suo scoop, con le buone o con le cattive: si inventa quindi di sana pianta uno scandalo riguardante un presunto traffico di clandestini cinesi. La Polizia indaga comunque e, anche se in origine erano frutto esclusivamente della sua fantasia, le accuse di Livio si rivelano corrette: diventa quindi il giornalista dell'anno, e di conseguenza il direttore gli conferma il posto.
Divenuto ormai famoso, Livio inizia a frequentare gli ambienti più esclusivi con Lara, ma Serena, Gaetano e Pacini, sentendosi snobbati, si trasferiscono a Parigi per lavoro. Durante un party, Livio si accorge che in realtà Lara è una spia mandata da pezzi grossi del mondo del giornalismo per seguire le sue mosse ed, eventualmente, cercare di rovinarlo. Il giornalista capisce allora che i suoi veri amici sono in Francia, quindi lascia Lara e corre a raggiungerli. Arrivato a Parigi, Livio assiste però ad un altro evento sensazionale: il cedimento improvviso della Torre Eiffel, avvenuto mentre Gaetano stava filmando. Stavolta però i tre decidono di distruggere il nastro della registrazione buttandolo nella Senna.

## Critica
La critica accolse il film in maniera generalmente negativa.
"Panariello continua a cavalcare l'onda d'oro e si ripresenta con una nuova commedia buffa. Dietro la macchina da presa, per diminuire lo stress, ha voluto che ci fosse una tecnica esperta, Gaia Gorrini. E per la trama ha rinunciato ai travestimenti per lui abituali, puntando su un personaggio unico: Livio Perozzi (omaggio al Monicelli di Amici miei)". (Carnet, settembre 2000).
"Al momento giusto di Panariello è tutto qui. Alcune (poche) battute azzeccate, un umorismo di una semplicità sconcertante, i suoi soliti personaggi propinati stavolta solo per qualche istante (ma non è male l'idea dei clonati che il Perozzi non vuole vedere perché non è un'idea sua, ma sono tutti spiccicati a lui), stereotipi senza limiti. Funzionano in televisione, ma al cinema annoiano. C'è da aggiungere che lui è divertente, ha un volto simpatico, impossibile accanirsi. Ma non è un regista (e lo ammette). E allora perché non dedicarsi a tempo pieno alla tv?". (Daniela Sanzone, Cinemazip, 26 ottobre 2000).
"Rispetto alla maggioranza dei prodotti comici nazionali, il film di Panariello mostra più ambizioni; sia dal punto di vista del contenuto (la satira del cinismo e della falsità dei media), sia da quello formale. Però non osa andare abbastanza in là su questa strada, lasciando riaffiorare regolarmente (e quasi mai al momento giusto) il repertorio cabarettistico facilotto del regista-protagonista". (Roberto Nepoti, la Repubblica, 1º novembre 2000).
"Uno nessuno e centomila: dopo aver messo a Bagnomaria i suoi eroi standard e il fregolismo abusati in teatro e in tv, Giorgio Panariello abbandona gli sketch e gioca la carta della commedia a tutto tondo esiliato in un ruolo singolo. Risultati incerti: Al momento giusto sbaglia i tempi, propone una storia sconnessa, gag logorroiche, un giornalismo da operetta. E la sua deflagrante fisicità s'ingessa, s'affloscia, si ibrida, a metà fra il peggior Verdone e il neo-buonismo alla Pieraccioni, belle femmine comprese". (Fabio Bo, Il Messaggero, 3 novembre 2000).